# Lobatera
Lobatera es una población del Estado Táchira en Venezuela. Capital del municipio homónimo, está ubicada en el valle de Lobatera, en los Andes tachirenses, en una recortada meseta donde se unen las corrientes de agua de las quebradas Lobatera y La Molina, a 968 metros sobre el nivel del mar. El centro del poblado, es un buen ejemplo de pueblo andino-tachirense que ha conservado durante los siglos su estructura y trazado originario en cuadras o manzanas y calles rectilíneas perfectamente trazadas tal y como lo disponían las Leyes de Indias, así como una arquitectura popular plenamente integrada en un bucólico y agreste entorno de indiscutible belleza. 
Su población es de 6500 habs. (2004) y su temperatura promedio es de 23 °C. Sus lugares más importantes son: Iglesia de Nuestra Señora del Rosario de Chiquinquirá (imponente construcción neorrománica); la Capilla del Humilladero (construcción neocolonial); la Plaza Bolívar; el sitio arqueológico de la Piedra del Indio, la Laguna del Buitrón; los Pozos Azules y la cascada de Pozo Bravo, en sus inmediaciones. 
Su temporada ferial se da en la última semana de septiembre, en honor a Nuestra Señora de las Mercedes. Es una de las poblaciones más antiguas del Estado Táchira, fundada en 1593 por Don Pedro de Torres Vera; Viceparroquia Eclesiástica desde 1750; Parroquia Civil y Eclesiástica, creada por disposición del Rey Carlos III de España en junio de 1773; y capital del municipio del mismo nombre en el período 1811-1812 y desde 1835 hasta el presente. El nombre oficial, dado por el Congreso Patriota Constituyente de la Provincia de Mérida en 1811, fue el de "Villa de Lobatera". 

## Origen y fundación de Lobatera
El colono español Don Pedro de Torres Vera (nacido en La Ventosa, hoy Ventosa de la Cuesta -provincia de Valladolid), y de los fundadores de la ciudad del Espíritu Santo de La Grita (Venezuela), recibe, en 1593, del Juez de Medida y Composición de Tierras de la Corona, Juan de Velasco y Vallejo y por confirmación del Presidente de la Real Audiencia de Santa Fe de Bogotá, el Dr. Antonio González, la posesión de las tierras del valle de Lobatera (la meseta donde se levanta el actual centro poblado), estableciéndose en él con su familia, peones y ganados. Siendo este el hecho la fundación de la actual población de Lobatera, capital del Municipio del mismo nombre. 
La fecha de 1593 se puede determinar por el documento de solicitud que hiciera el capitán Francisco Chacón, esposo de Felipa de Torres (hija de Pedro de Torres Vera), para que le fueran confirmados los títulos originales de Pedro de Torres Vera y a la vez, le fuesen entregadas en composición unas tierras contiguas a las que fueron de su suegro. En la respuesta dada por el gobernador de Mérida Juan Pacheco Maldonado en 1634, se le entregaban las tierras solicitadas y se añadía: “[...] más la confirmación de títulos que ya poseía de antiguo el expresado Pedro de Torres Vera y el capitán Chacón, títulos despachados a favor del primero por Juan de Velasco y Vallejo, Juez de medida y composición de tierras de la Villa de San Cristóbal para el año 1593". 
Al inicio del documento, el gobernador de Mérida hacia énfasis en la condición de Pedro de Torres Vera como fundador de Lobatera al afirmar: “Al capitán Francisco Chacón, teniente de Gobernador y Regidor Perpetuo de La Grita, yerno de Pedro de Torres Vera, de los primeros fundadores de Lobatera […]”. A su vez, el calificativo de “fundador“ (en el sentido de persona que se establece por primera vez en un determinado lugar con hombres y anima¬les e inicia actividades del tipo agropecuarias) no aparece en ningún otro título dado por Juan Pacheco Maldonado a otros vecinos españoles y criollos que obtuvieron tierras en el Valle de Lobatera para el año de 1634. 
El surgimiento del hato de Don Pedro de Torres Vera, implicó directamente el poblamiento del mismo. El establecimiento de hombres, animales y cultivos en un lugar donde no los había con anterioridad, motivado a la benignidad del clima del valle (transicional entre cálido y templado), las fuentes de agua y la riqueza de un suelo virgen; fueron factores que influyeron en el rápido poblamiento del mismo, y al igual como lo hizo con un hato que tenía en los valles de Cúcuta heredado de su padre, lo debió haber poblado con ganado y con mayordomos españoles. 
Según historiadores como Guillermo Morón, se sostiene como fundamento historiográfico que una ciudad tiene edad histórica desde el momento en que no haya solución de continuidad en su proceso, cualquiera que sea su origen (fundación en regla, esta¬blecimiento, ranchería o asiento). 
Lobatera tiene su origen en el caserío del hato de Pedro de Torres Vera, conformado por la casa de bahareque y paja de los patrones, los bohíos de las vaqueras y de los esclavos, una posible alquería, así como las huertas y los corrales de madera destinados al resguardo del ganado.
Desde el establecimiento de este hato, no ha existido solución de continuidad en la presencia humana en el lugar que hoy ocupa la población de Lobatera. La permanencia y posesión de la tierra por parte de los herederos de Pedro de Torres Vera se mantuvo a lo largo del tiempo, consolidándose como propietarios, pobladores y habitantes de la parroquia de Nuestra Señora del Rosario de Chiquinquirá de Lobatera, erigida en 1773.

## Lobatera musical
Lobatera, desde tiempos antiguos, se ha caracterizado por su tradición musical. Destacan en esta tradición las siguientes instituciones, maestros y autores:
Banda Municipal Sucre: Fundada el 19 de abril de 1906 por el Pbro. Bachiller Pedro María Morales. es la institución musical y cultural más antigua del municipio. Actualmente es dirigida por el Prof. Miguel Arcángel Chacón Vivas.
Don Ramón Márquez. Distinguido músico nacido en Ureña (Estado Táchira) y radicado y fallecido en Lobatera (1941). Fue director de la Banda Sucre y entre su variada producción destaca el bambuco "Lobatera", auténtica expresión de la música típica andina, que trae a la memoria las alegrías y nostalgias de Lobatera.
Don Luis Felipe Regalado. Distinguido músico lobaterense autor del pasodoble "Bicentenario Ferial de Lobatera" (1974), conocido como el Himno de las Ferias y Fiestas de Lobatera.
Don Tíbulo Zambrano García. Eminente músico y compositor lobaterense, destacan entre sus obras la música del Himno Oficial del Municipio Lobatera (1974) y el excelente vals "Junto a mi pueblo", pieza musical cuya cadencia y ritmo recuerdan el paisaje y las calles de Lobatera.
Don Oswaldo Ramírez. Compositor lobaterense, de familia de músicos como Don Eliécer Alviárez. Entre su producción destaca el vals "Para ti Lobatera".
Doña Darimar Moncada, destaca por ser la autora de la canción "Añorando a mi pueblo".
Don Hender Delgado, destaca por ser el autor de la canción "Bella Tierra".

## Callejero de Lobatera
La referencia más antigua, encontrada hasta el momento, sobre el urbanismo de Lobatera, data del 2 de agosto de 1805 cuando en una escritura testamentaria dada por la vecina María Rosa Morales y realizada ante Don Cristóbal Vivas, Teniente de Justicia Mayor de Lobatera, se hacía refierencia a “una casa de estantillos cubierta de tamo bastante maltratada con sus puertas y ventanas correspondientes situada en el plan de esta Parroquia en solar propia cuyos linderos que le demarcan son por el costado del frente calle por medio con casa y solar de la viuda Isabel Chacón, por el lado de la quebrada con solar y casa de Tomasa Medina, por el costado de atrás con solar y casa de Don Juan Salvador Moncada y por la otra parte la calle real que sale a la plaza de esta Parroquia” (Libro del Registro de Escrituras y Contratos Públicos llevado por el Teniente de Justicia Mayor de la Parroquia de Nuestra Señora del Rosario de Chiquinquirá de Lobatera. Año 1805)
No será sino hasta 1905 cuando las calles sean numeradas y lleven los nombres de próceres o batallas de la Independencia. Antes de este año, dichas calles llevaban los siguientes nombres, los cuales quedaron registrados en una relación que enviara el presidente del Concejo Municipal del Cantón de Lobatera al Gobernador de la Provincia del Táchira en 1856:
Calles (desde el Humilladero al puente del cementerio -sur a norte-)
Calle del Descanso (calle 1);
Calle del Humilladero (calle 2):
Calle de la Serranía (calle 3 o Mariño);
Calle de la Cruz (calle 4 o Páez);
Calle del camino de La Grita (calle 5 o Miranda);
Calle del camino del Páramo (calle 6 o Bermúdez);
El Callejón (calle 7 o Casacoima);
Carreras (desde la Plaza Chiquinquirá al cerro -oeste a este-)
Calle del Quebradón (carrera 1 o Piar);
Calle de Ánimas (carrera 2 o Arismendi);
Calle del Cementerio (carrera 3 o Sucre);
Calle Real (carrera 4 o Bolívar);
Calle del Higuerón (carrera 5 o Urdaneta);
Calle de las Huertas Secas (carrera 6 o Rivas);
Cuesta del Ave María (carrera 7);
El documento histórico donde quedaron registrados los nombres de las calles es el siguiente: “República de Venezuela, Lobatera. Agosto 18 de 1856. 27 y 46.- Al Sr. Gobernador de la Provincia. A su comunicación de 13 del presente, enviamos los requerimientos solicitados sobre las poblaciones de la provincia cabeceras de los cantones que conforman la Provincia del Táchira. En lo que nos corresponde, esta Villa de Lobatera y cabecera del Cantón del mismo nombre es de muy antigua erección. Está situada en un pequeño llano que forma la serranía en su mayor caída y rodeada por dos quebradas que la surten de buena agua. Según los últimos padrones, hay en ella y en sus inmediaciones 928 almas. Tiene dieciséis manzanas trazadas de las cuales se encuentran construidas doce. Lo mismo sus calles que se nombran a continuación de naciente a poniente: Cuesta del Ave María, Calle de las Huertas Secas, Calle del Higuerón, la Calle Real, Calle del Cementerio, Calle de Ánimas y la Calle del Quebradón. De sur a septentrión: Calle del Descanso, Calle del Humilladero, Calle de la Serranía, Calle de la Cruz, Calle del camino de la Grita, Calle del camino del Páramo y el Callejón. Sobre la calle de las Huertas Secas he informado a los vecinos que aun tienen sus labranzas allí sobre el trazado por donde debe abrirse la calle y les he ordenado que en el término de ocho días deben limpiar y deshierbar las mismas de toda siembra por ser una obra de ornato y por el bien común. La manzana central se corresponde con la plaza mayor en la cual se celebra el mercado todos los domingos. Alrededor de la plaza está la Iglesia parroquial, la casa de gobierno y la cárcel pública. El vecindario de la Villa está subordinado a una sola parroquia y su iglesia material que antes del terremoto era de mampostería y cal, bien tratada, especialmente en la techumbre, se vino en su totalidad al suelo y actualmente se está construyendo nuevamente acopiándose las maderas necesarias mientras el culto divino se celebra en una ramada. Cuenta con dos cementerios, el del Humilladero, clausurado en 1849 luego del terremoto y el del plan del Torreón de nueva creación y según las disposiciones de Ley. En sus alrededores los vecinos cultivan frutos menores, caña y cacao hacia lel partido de La Parada. Cuenta esta Villa cabeza de Cantón con tres parroquias civiles sufragáneas la de San Juan, la de Constitución y la de Michelena. En lo espiritual el Venerable Cura Párroco de Lobatera atiende al vecindario de Constitución y el de Michelena al de San Juan. Es todo para su inteligencia. Dios guarde a V. Francisco Colmenares” (Archivo General del Estado Táchira, 1856).
Otra crónica de la época (mayo de 1812), le daba el nombre de Calle del Cuartel a la calle que posteriormente se denominó "Calle del Camino del Páramo", por haberse ubicado en esta calle el Cuartel de Voluntarios Lobaterenses organizado en 1812 para la defensa de la Primera República venezolana (Consúltese al respecto: "Los Infidentes del Táchira: constribución a la Independencia" de Mario Briceño Perozo, 1961, BATT, pp. 40-45.

## La estatua de El Libertador de la Plaza Bolívar de Lobatera, obra del arte universal
Los orígenes de la estatua en bronce de El Libertador Simón Bolívar de la Plaza Bolívar de Lobatera, se remontan a la época de la presidencia del General Joaquín Crespo, quien había dictado un decreto de fecha 23 de agosto de 1894 por medio del cual le cambiaba el nombre al Paseo El Calvario en Caracas, creado por el presidente Guzmán Blanco, por Paseo Independencia, asimismo ordenó colocar a lo largo del paseo, las estatuas de El Libertador, de próceres de la Independencia y del Almirante Cristóbal Colón. En el decreto ejecutivo del Presidente Crespo, se disponía en su artículo 3°: “En diferentes puntos del paseo, se prepararán y embellecerán cuatro planicies, que llevaran los siguientes nombres y serán adornadas con las estatuas que se expresan: / ‘Plaza América’, con la estatua de El Libertador Simón Bolívar que es la misma que figuró en el edificio de Venezuela en la Exposición Universal de Chicago” (Leyes y Decretos de Venezuela, 1893-1894), Serie República de Venezuela, N° 17, Caracas, 1990, p. 431). Esta estatua había sido colocada en junio de 1893 sobre el techo del salón este del pabellón de Venezuela, que tenía la forma de un arco de triunfo romano. En el otro extremo, y sobre el techo del salón oeste, fue colocada la estatua de Cristóbal Colón. Asimismo, bajo la estatua de El Libertador fueron colocadas en exposición, entre otras cosas de El Libertador, la espada de oro y diamantes regalo de la Municipalidad de Lima, el Medallón de Washington y la condecoración Sol del Perú. 
Así, el decreto del Presidente Crespo fue cumplido y la estatua que identificó al Pabellón de Venezuela en la Exposición de Chicago de 1893, fue inaugurada oficialmente en la Plaza América del Paseo Independencia o Colina del Calvario el 3 de febrero de 1895 por el propio Presidente. Una crónica de la época relataba que la altura de la estatua era de 2,20 metros, en pedestal de granito artificial, forma octogonal y elegante (cfr. Revista de la Sociedad Bolivariana de Venezuela, Caracas, 1954, p. 420). Si bien, en el Libro del Directorio de la Exposición Universal de Chicago, editado en 1893, al describir el edificio de Venezuela, especificaba que la estatua de Bolívar (y la de Colón) tenían una altura de nueve pies (2,74 cm) y pesaban dos mil libras (907 kilogramos) cada una.
Sobre el taller de fundición de donde salió la estatua de El Libertador Simón Bolívar y del Almirante Cristóbal Colón, ordenadas para coronar las bóvedas esquifadas de los salones laterales del Pabellón de Venezuela en la Exposición Mundial de Chicago, se conoce que fueron elaboradas en 1893 en Nueva York (Estados Unidos), por Giovanni Turini (Castelrotto, en las proximidades de Verona, 1841- Nueva York, 1899), escultor italiano residenciado en los EE. UU. y quien fue alumno de Adamo Tadolini, autor de la estatua ecuestre de El Libertador que se encuentra en la Plaza de la Inquisición o de la Constitución en Lima y en Caracas. 
Sobre la estatua de Cristóbal Colón, se conoce que al finalizar la Exposición Universal de 1893 se trajo a Caracas y fue colocada igualmente en el Paseo El Calvario al finalizar las escalinatas que comenzaron a denominarse "Gradería de Colón". En 1991, y próximo el V Centenario del Descubrimiento de América, esta estatua original fue trasladada al puerto de Macuro, Municipio Valdez, Estado Sucre, en el extremo oriental de Venezuela, donde se encuentra en la actualidad. Sobre el antiguo emplazamiento se colocó una réplica del original del Colón de Turini, hecha por el escultor Arturo Rus Aguilera la cual permaneció hasta marzo de 2009 cuando fue retirada por Fundapatrimonio-Caracas.
La estatua de El Libertador Simón Bolívar, fue donada a la población de Lobatera (Estado Táchira, en el extremo occidental de Venezuela) por el Concejo Municipal del Distrito Federal (Caracas) el 2 de marzo de 1956, gracias a las gestiones que hiciera el lobaterense Teniente Andrés Roa Ramírez, Presidente de la Empresa de Transporte Público de Caracas y amigo personal del Presidente de la República General Marcos Pérez Jiménez, quien consiguió la estatua para la comisión pro-parque que había logrado la remodelación de la vieja plaza en un parque de líneas modernas creado por el arquitecto tachirense Fruto Vivas. La estatua llegó al pueblo el 5 de abril de 1956 y fue inaugurada junto con el nuevo parque, el 7 de diciembre de 1956 por el gobernador del Estado Dr. Antonio Pérez Vivas. Se colocó sobre un pedestal de líneas triangulares vanguardistas, diseño del ilustre arquitecto tachirense Fruto Vivas.
La estatua comprende una figura pedestre sobre una peana de forma cuadrangular y achaflanada (las equinas de la base cuadrangular están cortadas por un plano para evitar la formación de aristas), característica de todas las estatuas de Turini. En su sección frontal, la peana lleva burilada en letras latinas mayúsculas, la inscripción “LIBERTAD”. Esta debió tener un sentido alegórico a la figura del héroe que representa por cuanto en la peana de la estatua de Cristóbal Colón (en Macuro, Estado Sucre), en el mismo lugar, el autor colocó la expresión “TIERRA”. 
El bronce de El Libertador se levanta sobre un pedestal en concreto armado y recubierto con mármol nacional gris (salido de las canteras de La Joroba y El Peñón, en el Estado Miranda, que se encontraban en producción para la época). Está conformado por una base triangular equilátera o acropodio (sobre la que se yergue la estatua), sostenida por seis columnas geminadas exentas, de sección triangular y diagonales que se unen en los ángulos de la base y en el suelo formando un trípode. 
La posición de la figura se representa de forma gallarda, altiva y de visión serena. Por su actual ubicación, la parte frontal de la estatua da al este y la mirada hacia el norte. Esta posición tiene sus orígenes en la estatuaria clásica griega de mediados del siglo V a. C..
Representa a Bolívar de pie, vuelto a su izquierda, con uniforme de General en Jefe conformado por casaca, amplio sombrero de tipo bicornio emplumado, profusa pasamanería de ramos y hojas de laurel en la casaca, pechera, puños, cuello y en el cinturón que es cerrado por una hebilla rectangular con las iniciales SB rodeadas por una corona de laurel. El cuello de la casaca es semiabierto en forma de Y con pechera de forma circular o redondeada ajustada por gruesos botones y de cuyo centro pende una condecoración de venera ovalada; charreteras voluminosas, cada una con tres cabezas de clavos en forma de estrellas o soles que las sostienen al uniforme. Bajo el cuello y los pliegues de los puños de la casaca, se puede observar con precisión los detalles de una camisa manga larga.
Las facciones del rostro son de clara inspiración en los retratos de Bolívar realizados por el artista peruano José Gil de Castro en el siglo XIX (de donde tomó su modelo la litografía de 1842). Frente alta y despejada, ojos profundos, nariz recta y larga, marcados surcos nasogenianos (líneas del rostro que se trazan entre la nariz y la comisura de los labios), pómulos salientes, mejillas hundidas, leve prominencia del labio inferior , mandíbula y mentón prominentes, peinado tipo “golpe al viento” propio del estilo de 
El Libertador en 1825 y 1826, cuando el artista conoció a Bolívar. 
La espada de gala está envainada y pende por medio de correas, al través, desde la parte izquierda del cinto. Posee empuñadura, pomo laureado en forma de arco y gavilanes de cuya base sobresale una borla. 
La mano derecha descansa sobre un marmolejo o columna pequeña de estilo dórico-toscano del cual se desprende un plano rectangular con dobleces que contiene el mapa de los países bolivarianos y que señala con su dedo índice. El plano tiene inscripciones buriladas con los nombres de Venezuela, Colombia, Ecuador, Perú y Bolivia. Sobre el marmolejo también se encuentra el bicornio emplumado distintivo de General en Jefe vuelto hacia abajo. El brazo izquierdo está semilevantado sobre la empuñadura de la espada con la mano semiabierta en ademán de proceder a indicar algo, posición esta copiada de la mano de los catones de la estatuaria clásica de la antigua Roma. La pierna derecha hacia adelante en actitud de descanso y la izquierda soporta el peso del cuerpo. Porta botas granaderas o altas y pequeñas espuelas movibles de amplias correas con trabillas y rodaja en forma de estrella. 
Esta estatua en bronce es una obra del arte universal por su estilo artístico naturalista-neoclásico, ser original y única en el mundo en cuanto al modelo de representación de El Libertador que no copia ninguno de los tradicionales. Es la estatua de El Libertador de más antigua fecha de fundición que existe en el Táchira pues data de 1893.(artículo tomado de la conferencia "Memoria de Bronce: El Bolívar de Lobatera", del Cronista de Lobatera, Samir A. Sánchez E., en el Congreso de Historia UNET, San Cristóbal, Estado Táchira, 17 de abril de 2009). El 24 de julio de 2009, la alcaldesa de Lobatera, Abog. Natalia Chacón, firmó el Decreto N° 4 por medio del cual se declara Patrimonio y Bien Cultural del Municipio Lobatera a la estatua de El Libertador que se encuentra en la plaza Bolívar de la población de Lobatera, Estado Táchira. Asimismo, fue declarada como Bien de Interés Cultural de la Nación al ser incorporada al Catálogo del Patrimonio Cultural Venezolano 2004-2010, en concordancia con lo dispuesto en la Declaratoria N.º 003-2005, del Ministerio de la Cultura, Consejo Nacional de la Cultura, Instituto del Patrimonio Cultural, de fecha 20 de febrero de 2005, publicada en la Gaceta Oficial de la República, N.º 38.234, de fecha 22 de febrero de 2005.

## Pregón de las Ferias y Fiestas de Lobatera
Las ferias y fiestas de Lobatera son una de las más antiguas de Venezuela y América, datan de su creación formal el 22 de marzo de 1774, por el Pbro. Dr. Manuel Antonio de Nava, quien en las constituciones de la Cofradía de Nuestra Señora del Rosario de Chiquinquirá, patrona del pueblo, impone la obligación de que se corran seis toros en honor de Nuestra Señora, y se previesen los toros que se correrían en el siguiente año. Este mandato ha permanecido en el tiempo y en la actualidad, la temporada ferial de Lobatera se efectúa en el mes de septiembre, siendo el día central el 24 en honor a Nuestra Señora de las Mercedes. A principios del siglo XX, las ferias se iniciaban con la lectura del Pregón Ferial, la entrega de programas y la quema de pólvora y paseíllo musical de la Banda Sucre. El pregón se logró reconstruir a través de los fragmentos que del mismo se colocaban en los programas de cada año y en textos especializados en las ferias de Lobatera. El pregón es el siguiente: 
"Irrumpe en el corazón de las sierras andinas esta Ilustre Ciudad de Lobatera, orgullo y blasón de nuestra patria, madre nutricia de pueblos que han abrevado en su regazo y tierra forjadora de recias voluntades y de eminentes hijos suyos que han sido ejemplo y honra del país. 
Los lobaterenses, siguiendo una bicentenaria tradición que se afianza en los fueros de la Historia, se preparan para recibir las primeras luces del sol del día 24 de septiembre, día en que irradia con mayor esplendor su purísima luz sobre el valle de la ciudad de Lobatera, para augurarle días venturosos durante la temporada ferial que se propone celebrar con el inusitado regocijo y la singular alegría de sus mejores épocas, cuando su nombre, aureolado por la hidalguía y por la generosidad, trascendía la calidez del valle e iba a los pueblos del Táchira y más allá de las fronteras patrias, llevando a todos la buena nueva de sus festejos.
Cada 24 de septiembre, día dedicado a honrar a la Excelsa Madre del Redentor, bajo la advocación de Nuestra Señora de las Mercedes, el pueblo católico de Lobatera ofrece en acto sublime de religiosidad, sus oraciones más fervientes en señal de respetuosa veneración y llegan hasta sus pies, aun desde las más apartadas regiones del Municipio, todos sus devotos trayendo en sus alforjas las flores más fragantes de nuestra tierra para tapizar con ellas su regio camarín. 
Por ello, el ritmo saludable, alentador y honorífico del trabajo, dentro de los cuales viven los laboriosos hijos de Lobatera, se interrumpe por varios días y junto a la fe agradecida, se apresta a celebrar sus Ferias y Fiestas, las cuales si en sus comienzos en 1774 fueron obligatorias por ley, hoy los son por el peso de una tradición ininterrumpida que cada año imanta en un punto del Estado Táchira toda la bonanza y creatividad de sus montañas vecinas. A los pies de Nuestra Señora de las Mercedes, la tierra lobaterense muestra sus mejores frutos para el intercambio y exige por tributo el arrojo en tardes taurinas.
Nuestro pueblo cree indispensable este paréntesis de alegría para beneficiarse con el descanso reparador, incrementar la relación con sus hijos ausentes y proyectarse todos juntos por el anhelo del rescate de Lobatera por un futuro de esperanzador progreso.
La Municipalidad de Lobatera, la Junta de Ferias y Fiestas y sus Capitanías mantienen su indeclinable propósito de celebrar con verdadera demostración de entusiasmo esta temporada para que deje recuerdos imborrables para la posteridad.
Lobatera, en eco sonoro que se extiende cual resplandeciente arrebol por los cuatro puntos cardinales del valle, hace la más cordial invitación a los pueblos y ciudades de su comunidad histórica: Borotá, Michelena, San Pedro del Río y San Juan de Colón; a todas las demás ciudades y pueblos del Estado, así como a las entidades hermanas del Zulia, Mérida, Trujillo, Barinas y Apure y a los Departamentos Santander y Norte de Santander de la hermana República de Colombia, para que le acompañen y compartan lo mejor de sus tradiciones y festejos. 
Que lo diga la cordillera con su voz clara y potente: ¡Las Ferias y Fiestas han comenzado, Lobatera los espera!".

## Sitios históricos de la población de Lobatera
Parque Bolívar
Antigua Plaza Mayor de Lobatera, denominada así desde los orígenes fundacionales de Lobatera en 1593 hasta el 17 de diciembre de 1930 cuando la Municipalidad le cambia el nombre por Plaza Bolívar y el 7 de diciembre de 1956 cuando se inaugura el moderno parque, pasa a llamarse “Parque Bolívar”. En este lugar se dio el acto fundacional de Lobatera en 1593; fue el lugar de celebración de las corridas de toros de las ferias y fiestas de Lobatera, desde 1774 hasta 1955; el alzamiento comunero del día del Corpus Christi del 14 de junio de 1781 contra los fuertes impuestos de la Corona Española; la proclamación de la Independencia de Venezuela en 1811 y los festejos por la elevación de Lobatera a Partido Capitular (municipio) en septiembre de 1811 por parte de la Junta Patriótica de la Provincia de Mérida; recibió las visitas de El Libertador Simón Bolívar y su ejército en la Campaña Admirable, el 17 de abril de 1813 y en la Campaña de Occidente, el 23 de mayo de 1820; se dieron los festejos por la nueva y definitiva elevación de Lobatera a Cantón (municipio) el 20 de abril de 1835, condición que había perdido el 5 de junio de 1812 cuando el ejército español al mando del Coronel Ramón Correa entró en Lobatera y la declaró nuevamente parroquia sujeta a la jurisdicción de la Villa de San Cristóbal; se dieron los festejos por la creación de la Provincia del Táchira (actual Estado Táchira) y de la cual Lobatera fue uno de los cuatro cantones fundadores de la provincia; sirvió de refugio a los pobladores que debieron abandonar sus casas como consecuencia del terremoto del 26 de febrero de 1849; de esta plaza salieron, dirigidos por el cura párroco de Lobatera el Padre José Amando Pérez, las familias lobaterenses que abandonaron la antigua población, en ruinas por el terremoto, y quienes se dirigieron al sitio de La Sabana y fundaron la población de Michelena el 4 de marzo de 1849; el 5 de abril de 1956 se colocó en esta plaza la estatua pedestre de El Libertador Simón Bolívar, donada por el Concejo Municipal del Distrito Federal (Caracas) y que fuera realizada por órdenes del Presidente Joaquín Crespo para que presidiera el edificio de Venezuela en la Exposición Universal de Chicago de 1893, lo que la hace la estatua de El Libertador más antigua del Táchira. Bien de Interés Cultural de la Nación al ser incorporada al Catálogo del Patrimonio Cultural Venezolano 2004-2010 en concordancia con lo dispuesto en la Declaratoria N.º 003-2005, del Ministerio de la Cultura, Consejo Nacional de la Cultura, Instituto del Patrimonio Cultural, de fecha 20 de febrero de 2005, publicada en la Gaceta Oficial de la República, N.º 38.234, de fecha 22 de febrero de 2005. 
Iglesia de Nuestra Señora del Rosario de Chiquinquirá de Lobatera y Casa Cural
Se levanta en el mismo sitio que establecieron las familias fundadoras del pueblo para el oratorio y posterior capilla en 1593. El templo colonial fue destruido por el terremoto de 1849 y el reconstruido por el terremoto de 1875. El Padre Gabriel Gómez inició la reconstrucción, manteniendo el antiguo estilo colonial y fue finalizado por el Padre Pedro María Morales en 1908 quien lo dotó de un frontis greco-romano y unas imponentes torres que se conservan en la actualidad. El reloj público de la torre sur fue traído de los EE. UU. e instalado el 17 de noviembre de 1913, el mismo fue donado por el Dr. Ezequiel Vivas Sánchez, lobaterense Secretario de la Presidencia de la República durante uno de los mandatos del General Juan Vicente Gómez. En 1950, Mons. Manuel García Guerrero promovió la demolición del ya deteriorado templo, conservándose solo el frontis y las torres y, siguiendo los planos del padre redentorista Leonardo González y bajo la dirección del maestro Ricardo Ruiz, construyó el actual templó con su majestuosa cúpula de 30 metros de altura, todo en un estilo que por reproducir el románico, recibe el nombre de neorrománico. Ha sido el lugar de veneración de la imagen de Nuestra Señora del Rosario de Chiquinquirá desde 1642. La Casa Cural, adquirida por el Padre Pedro María Morales en 1905, es de estilo neocolonial y se reedificó en 1974 respetando el diseño de la antigua casona colonial, a su vez esta casa se construyó sobre el espacio que ocupara el primer cementerio de Lobatera que funcionó en este lugar desde 1774 hasta 1784 cuando orden del Rey de España, Carlos III, se manda que los cementerios se construyan fuera de las poblaciones. Bien de Interés Cultural de la Nación al ser incorporada al Catálogo del Patrimonio Cultural Venezolano 2004-2010 en concordancia con lo dispuesto en la Declaratoria N.º 003-2005, del Ministerio de la Cultura, Consejo Nacional de la Cultura, Instituto del Patrimonio Cultural, de fecha 20 de febrero de 2005, publicada en la Gaceta Oficial de la República, N.º 38.234, de fecha 22 de febrero de 2005.
Capilla del Humilladero
Capilla ubicada al sur del pueblo que originalmente sirvió como capilla del segundo cementerio de Lobatera creado en 1784 en cumplimiento de la orden del Rey de España, Carlos III, quien mandó que los cementerios se construyan fuera de las poblaciones. El primer libro de entierro que se conserva del mismo data de 1805 y funcionó como cementerio hasta el terremoto del 26 de febrero de 1849 cuando colapsó con los entierros de las víctimas, siendo clausurado e inaugurado el actual cementerio que se ubica en la explanada del Torreón, vía La Parada y San Pedro del Río. En 1875 el Padre Gabriel Gómez la reconstruyó y amplió convirtiéndola en Capilla de Nuestra Señora de Lourdes del Humilladero. La capilla del Humilladero recibió este nombre por encontrarse frente al humilladero o cruz sobre una columna que marcaba el punto de salida y entrada de Lobatera por el antiguo camino real de Mochileros que llevaba a la Villa de San Cristóbal. La cruz en hierro forjado que sustituyó a la antigua cruz de madera de la época colonial, al derribarse la columna de piedra que existió hasta mediados del siglo XIX, fue abandonada por muchos años en la sacristía de la Capilla del Humilladero y en 1969, luego de las remodelaciones, fue colocada sobre la torre del campanario de la capilla. Bien de Interés Cultural de la Nación al ser incorporada al Catálogo del Patrimonio Cultural Venezolano 2004-2010 en concordancia con lo dispuesto en la Declaratoria N.º 003-2005, del Ministerio de la Cultura, Consejo Nacional de la Cultura, Instituto del Patrimonio Cultural, de fecha 20 de febrero de 2005, publicada en la Gaceta Oficial de la República, N.º 38.234, de fecha 22 de febrero de 2005. 
Casa del Higuerón
Casona que se encuentra ubicada en la carrera 5, entre calles 5 y 4 (en la actualidad dividida en varias casas pero manteniendo el mismo techo de la vieja casona), sobre la antigua calle del Higuerón, que recibió esta denominación por un grande y frondoso árbol de Higuerón que se encontraba en el solar de esta casa y a cuya sombra descanso El Libertador durante su estadía en Lobatera en 1813 y en 1820, asimismo la casa sirvió de posada a El Libertador.
Cementerio del Torreón (actual Cementerio Municipal)
Abierto en 1849 como consecuencia del cierre del viejo cementerio del Humilladero, producto del terremoto del 26 de febrero del mismo año. Se levantó sobre una explanada que en la época española sirvió de asiento a la única construcción militar colonial que se conozca en el estado Táchira, un torreón o trinchera antigua que servía para defender al pueblo de las incursiones de los bravos motilones (de allí su nombre: explanada del Torreón). Así se especificaba en un mapa de Lobatera de 1837 donde se dibujaba el torreón con dos cañones de bronce y sus respectivas balas. El cementerio fue remodelado en 1947 construyéndose la actual capilla y ampliado en 1978 y 1994. Bien de Interés Cultural de la Nación al ser incorporado al Catálogo del Patrimonio Cultural Venezolano 2004-2010 en concordancia con lo dispuesto en la Declaratoria N.º 003-2005, del Ministerio de la Cultura, Consejo Nacional de la Cultura, Instituto del Patrimonio Cultural, de fecha 20 de febrero de 2005, publicada en la Gaceta Oficial de la República, N.º 38.234, de fecha 22 de febrero de 2005.

## Consúltese también
- Anexo:Ciudades de Venezuela.

- Municipio Lobatera